# Copidaster schismochilus
Copidaster schismochilus is een zeester uit de familie Ophidiasteridae.
De wetenschappelijke naam van de soort werd in 1922 gepubliceerd door Hubert Lyman Clark.